# Гроув Хил (Алабама)
Гроув Хил (енгл. Grove Hill) град је у америчкој савезној држави Алабама. По попису становништва из 2010. у њему је живело 1.570 становника.

## Демографија
Према попису становништва из 2010. у граду је живело 1.570 становника, што је 132 (9,2%) становника више него 2000. године.
| Група             | 2000.       | 2010.       |
| Белци             | 889 (61,8%) | 873 (55,6%) |
| Афроамериканци    | 536 (37,3%) | 649 (41,3%) |
| Азијати           | 0 (0,0%)    | 5 (0,3%)    |
| Хиспаноамериканци | 5 (0,3%)    | 31 (2,0%)   |
| Укупно            | 1.438       | 1.570       |